# Taourirt Mokrane
Taourirt aMokrane est un village de la Grande Kabylie situé à 30 km au sud-est de chef-lieu Tizi Ouzou, commune de Larbaâ Nath Irathen, wilaya de Tizi ouzou, en Algérie.